# Morti nel 1650
| Questa pagina contiene informazioni ricavate automaticamente dalle voci biografiche con l'ausilio del template Bio e di un bot. L'aggiornamento è periodico e automatico e ricostruisce completamente la pagina. Se manca una persona in questa lista, sei pregato di non aggiungerla, ma accertati piuttosto che la sua voce biografica contenga il template Bio e che i dati anagrafici siano correttamente compilati. Se il template Bio manca, inseriscilo tu stesso o, in alternativa, metti l'avviso {{tmp\|Bio}} che ne segnala la mancanza. Se i dati riportati sono sbagliati, correggi direttamente la voce biografica; le modifiche saranno visibili in questa lista entro pochi giorni. Per chiarimenti vedi il progetto biografie. La lista contiene solo le 97 persone che sono citate nell'enciclopedia e per le quali è stato implementato correttamente il template Bio. Pagina aggiornata al 10 ago 2025. |

## Gennaio(6)
- 3 gennaio - Ulrich Franz von Kolowrat-Liebsteinsky, nobile e politico austriaco (n. 1607)
- 7 gennaio - Luigi I di Anhalt-Köthen, principe tedesco (n. 1579)
- 14 gennaio - Luigi Novarini, presbitero e biblista italiano (n. 1594)
- 17 gennaio - Tommaso Dolabella, pittore italiano (n. 1570)
- 17 gennaio - Monaca di Monza, religiosa italiana (n. 1575)
- 18 gennaio - Matteo Rosselli, pittore italiano (n. 1578)

## Febbraio(3)
- 11 febbraio - Cartesio, filosofo e matematico francese (n. 1596)
- 13 febbraio - Urbain de Maillé-Brézé, francese (n. 1598)
- 26 febbraio - Claude Favre de Vaugelas, grammatico francese (n. 1585)

## Marzo(8)
- 8 marzo - Antonio Tornielli, vescovo cattolico italiano (n. 1579)
- 15 marzo - Nicodemo Ferrucci, pittore italiano (n. 1575)
- 16 marzo - Sofia Elisabetta di Brandeburgo, principessa tedesca (n. 1616)
- 16 marzo - Alvise Valaresso, politico e diplomatico italiano (n. 1588)
- 17 marzo - Carl Carlsson Gyllenhielm, nobile svedese (n. 1574)
- 25 marzo - Elisabetta di Brunswick-Wolfenbüttel, duchessa (n. 1593)
- 29 marzo - Giovanni Antonio Colomba, artista e decoratore svizzero (n. 1585)
- 29 marzo - Cornelis Galle il Vecchio, incisore fiammingo (n. 1576)

## Aprile(4)
- 1º aprile - Zofia Czeska-Maciejowska, religiosa polacca (n. 1584)
- 9 aprile - Gaspare Mattei Orsini, cardinale, arcivescovo cattolico e nobile italiano (n. 1598)
- 18 aprile - Simonds D'Ewes, politico e antiquario inglese (n. 1602)
- 22 aprile - Stephen Hansen Stephanius, filologo e storico danese (n. 1599)

## Maggio(5)
- 14 maggio - Martin Droeshout, incisore inglese (n. 1601)
- 20 maggio - Francesco Sacrati, compositore italiano (n. 1605)
- 21 maggio - James Graham, I marchese di Montrose, nobile e ufficiale scozzese (n. 1612)
- 24 maggio - Charles de Menou d'Aulnay, navigatore, militare e funzionario francese (n. 1604)
- 28 maggio - Agnese d'Assia-Kassel, principessa (n. 1606)

## Giugno(9)
- 8 giugno - Maximilian von und zu Trauttmansdorff, politico e nobile austriaco (n. 1584)
- 19 giugno - Simone Filippo di Lippe-Detmold, nobile tedesco (n. 1632)
- 19 giugno - Matthäus Merian, incisore e disegnatore svizzero (n. 1593)
- 20 giugno - Alessandro Scappi, vescovo cattolico italiano
- 24 giugno - Balthasar Cordier, gesuita e grecista belga (n. 1592)
- 26 giugno - Edvige di Brunswick-Lüneburg, nobile tedesca (n. 1595)
- 27 giugno - Mario Theodoli, cardinale e vescovo cattolico italiano (n. 1601)
- 28 giugno - Jean Rotrou, scrittore e drammaturgo francese (n. 1609)
- 30 giugno - Niccolò Cabeo, gesuita, filosofo e matematico italiano (n. 1586)

## Luglio(3)
- 5 luglio - Michele Lorenzo Mancini, nobile, astrologo e alchimista italiano (n. 1602)
- 17 luglio - Gridonia Gonzaga, religiosa italiana (n. 1592)
- 18 luglio - Christoph Scheiner, gesuita, astronomo e matematico tedesco (n. 1573)

## Agosto(2)
- 16 agosto - Cesare Monti, cardinale italiano (n. 1594)
- 26 agosto - Giovanni Battista Barbiani, pittore italiano (n. 1593)

## Settembre(6)
- 7 settembre - Costantino Gaetani, religioso italiano (n. 1568)
- 7 settembre - Scévole de Sainte-Marthe, storico e umanista francese (n. 1571)
- 8 settembre - Elisabetta Stuart, nobile britannica (n. 1635)
- 13 settembre - Ferdinando di Baviera, arcivescovo cattolico tedesco (n. 1577)
- 21 settembre - Hanzade Sultan, principessa ottomana (n. 1609)
- 24 settembre - Carlo di Valois-Angoulême, nobile (n. 1573)

## Ottobre(7)
- 5 ottobre - Matsudaira Tadanao, militare giapponese (n. 1595)
- 5 ottobre - Alessandro Vittrici, vescovo cattolico, collezionista d'arte e funzionario italiano (n. 1595)
- 7 ottobre - Antonio de Aragón-Córdoba-Cardona y Fernández de Córdoba, cardinale spagnolo (n. 1616)
- 25 ottobre - Francesco Quaresmio, francescano e orientalista italiano (n. 1583)
- 27 ottobre - Giovanni Paolo Savio, vescovo cattolico italiano (n. 1587)
- 29 ottobre - François Florent, giurista francese (n. 1590)
- 30 ottobre - Antonio Canal, politico italiano (n. 1567)

## Novembre(6)
- 4 novembre - Carlo Guasco, principe di Phalsbourg e Lixheim, nobile e generale italiano (n. 1603)
- 5 novembre - Cristóvão Ferreira, gesuita e missionario portoghese (n. 1580)
- 6 novembre - Guglielmo II d'Orange, nobile olandese (n. 1626)
- 8 novembre - Camillo II Gonzaga, nobile italiano (n. 1581)
- 24 novembre - Manuel Cardoso, compositore, organista e religioso portoghese (n. 1566)
- 26 novembre - Mōri Hidemoto, militare giapponese (n. 1579)

## Dicembre(2)
- 2 dicembre - Carlotta Margherita di Montmorency, nobildonna francese (n. 1594)
- 31 dicembre - Dorgon, generale cinese (n. 1612)

## Senza giorno specificato(36)
- Giuseppe Agellio, pittore italiano (n. 1570)
- Jean Baudoin, traduttore e scrittore francese (n. 1590)
- Luis Belmonte Bermúdez, poeta e drammaturgo spagnolo (n. 1578)
- Paolo Biancucci, pittore italiano (n. 1596)
- Trophime Bigot, pittore francese (n. 1579)
- Ludovico Centofiorini, giurista e vescovo cattolico italiano
- Marion Delorme, francese (n. 1613)
- Pierre Dupont, pittore francese (n. 1570)
- Gaspar Ens, matematico tedesco (n. 1570)
- Catalina de Erauso, spagnola (n. 1592)
- Pedro Espinosa, scrittore spagnolo (n. 1578)
- Filippo d'Aquino, medico, filologo e orientalista francese (n. 1575)
- Phineas Fletcher, poeta scozzese (n. 1582)
- Giuseppe Maria Galleppini, pittore italiano (n. 1625)
- Jan Jacobs, orafo e filantropo fiammingo (n. 1575)
- Onorato Leotardo, giurista italiano
- Cosimo Lotti, architetto italiano
- Giovan Francesco Maia Materdona, poeta italiano (n. 1590)
- Diego de Narbona, giurista spagnolo (n. 1605)
- Martin Peerson, compositore e organista inglese
- François Perrier, pittore e incisore francese (n. 1590)
- Adrián de Alesio, pittore e poeta peruviano
- Niccolò Ridolfi, religioso italiano (n. 1578)
- Antoon Sallaert, pittore, incisore e editore fiammingo (n. 1594)
- Joannes Sturmius Mechlinianus, matematico, medico e poeta belga (n. 1559)
- António Teles da Silva, politico e militare portoghese (n. 1590)
- Pietro Testa, pittore italiano (n. 1612)
- Bernardo Varenio, geografo tedesco (n. 1622)
- Anne Vavasour, nobildonna inglese (n. 1560)
- Tizianello, pittore italiano
- Juan de Velasco de la Cueva y Pacheco, generale e politico spagnolo (n. 1608)
- Virgilio Verucci, drammaturgo italiano (n. 1586)
- Antonio de Viana, storico, medico e poeta spagnolo (n. 1578)
- Filippo Vitale, pittore italiano (n. 1585)
- Pieter van Mol, pittore fiammingo (n. 1599)
- Rombout van Troyen, pittore olandese